# ティエス州
ティエス州 (ティエスしゅう、Région de Thiès)は、セネガル共和国の州の一つ。首都ダカールの東に位置し、ヴェルデ岬を除く西北及び西南は大西洋に面している。州都はティエス。面積6,586平方キロメートル、人口は約246万人（2023年国勢調査）で、ダカール州に次いで2番目に多い。

## 歴史
フランス領西アフリカ時代はティエス圏（Thiès Cercle）と呼ばれ、1960年の独立によりティエス州に改編された。

## 観光地
- ラック・ローズ (Lac Rose)

正式な名称はレトバ湖であるが、バラ色の湖（通称）として有名。パリ～ダカールラリーのゴールとしても名高い。この潟湖は海水よりも10倍ほど塩分濃度が高く、塩の産地でもある。湖面が下がる乾季はそのバラ色が鮮やかである。
- サリー・ポルチュダル (Saly-Portudal)

セネガル有数の観光保養地。リゾートホテル、レストラン、テニスクラブ、乗馬クラブ、カジノなどがあり、ヨーロッパ人の避寒地となっている。マリンスポーツやフィッシングも楽しめる。
- ニアニン (Nianing)

ダカールから75km。サリー同様の観光保養地。
- ジョアル・ファディュウ (Joal-Fadiout)

ダカールから114km。大陸側のジョアル（サンゴール元大統領の出生地）と小島のファディュウの2つの村からなる。ファディュウ島とジョアール市は長い木橋でつながれており、道路や壁面にはカキやアサリなどの殻がはめ込まれている。また、ここはキリスト教の影響を強く受けているが、その墓地塚も貝殻でできており、貝殻島と呼ばれるゆえんである。

## 隣接州
- ルーガ州
- ジュルベル州
- ファティック州
- ダカール州

## 下位行政区画

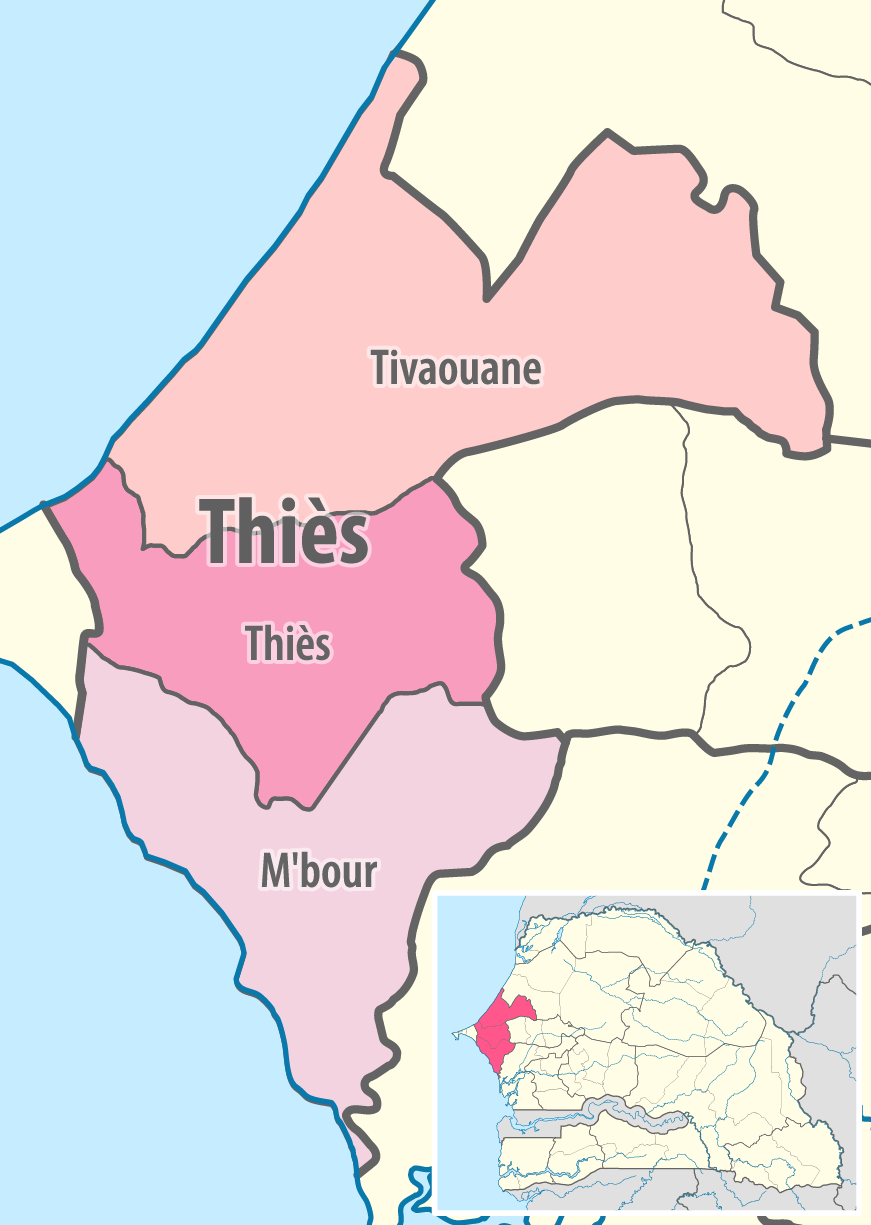
ティエス州の県

ティエス州は3県から構成される。これらは1972年2月1日の再編により誕生した。1973年から1995年までの間に、ンブール県からティエス県へ298km2が割譲された。
- ンブール県
- ティエス県
- ティバワン県

## 主要都市
- ティエス
- ティバワンヌ
- ンブール
- ンボロ
- メケ
- カヤル
- ジョアル
- チャジャイ
- ンゲコ